# TBS Radio & Communications
TBS Radio & Communications, Inc. (株式会社TBSラジオ&コミュニケーションズ?, nota pure come TBS R&C) è una stazione radio giapponese che fa parte del Japan Radio Network (JRN), la sede è a Tokyo. L'azienda è stata fondata il 21 marzo 2000 dall'azienda principale TBS e dal 1º ottobre 2001 ha iniziato l'attività.